# Nghệ lá hẹp
Nghệ lá hẹp (danh pháp khoa học: Curcuma angustifolia) là một loài thực vật có hoa trong họ Gừng. Loài này được William Roxburgh mô tả khoa học đầu tiên năm 1810. Tên gọi tại Ấn Độ là tikhur.

## Phân bố
Loài này có ở Ấn Độ (từ Uttarakhand, Maharashtra tới Assam), Bangladesh, Bhutan, Myanmar, Nepal, Thái Lan, Việt Nam. Du nhập vào đông nam Trung Quốc.

## Mô tả
Địa thực vật; thân rễ thuôn dài, củ hình bông vụ to 1 cm, nạc trắng, bìa vàng, mùi nghệ; rễ to, rộng 1,5 mm, mang nhiều củ thuôn dài ở chót, nhạt màu. Lá có phiến hẹp hình mũi mác, to 15 × 5–7 cm, cuống dài đến 15 cm. Phát hoa xuất hiện trước lá, cao 15 cm, trên cọng 5–15 mm; lá hoa tròn dài, đến 2,5 cm; lá hoa dưới màu xanh lục, chóp đỏ hay tim tím; đài hoa 1 cm, có lông, vành có ống có lông, cánh hoa 1,5 cm; bao phấn có 2 móng nhỏ; nhị lép dài 2 mm; cánh môi bầu dục, dài 11 mm, chẻ 1/4. Hoa dài hơn lá bắc. Ra hoa tháng 5-7.

## Sử dụng
Củ trị lạnh, gãy xương, ỉa, vàng da, sưng thận, sạn. Tại Ấn Độ, người ta nghiền củ của loài này để làm bột, tương tự như bột thu được từ Maranta arundinacea hay Tacca pinnatifida, gọi là Tikhur hay Ticor. Một số loại bánh ngọt được làm từ bột tikhur.

## Lưu ý
C. angustifolia Dalzell & A.Gibson, 1861 là đồng nghĩa của C. neilgherrensis Wight, 1853.

## Hình ảnh

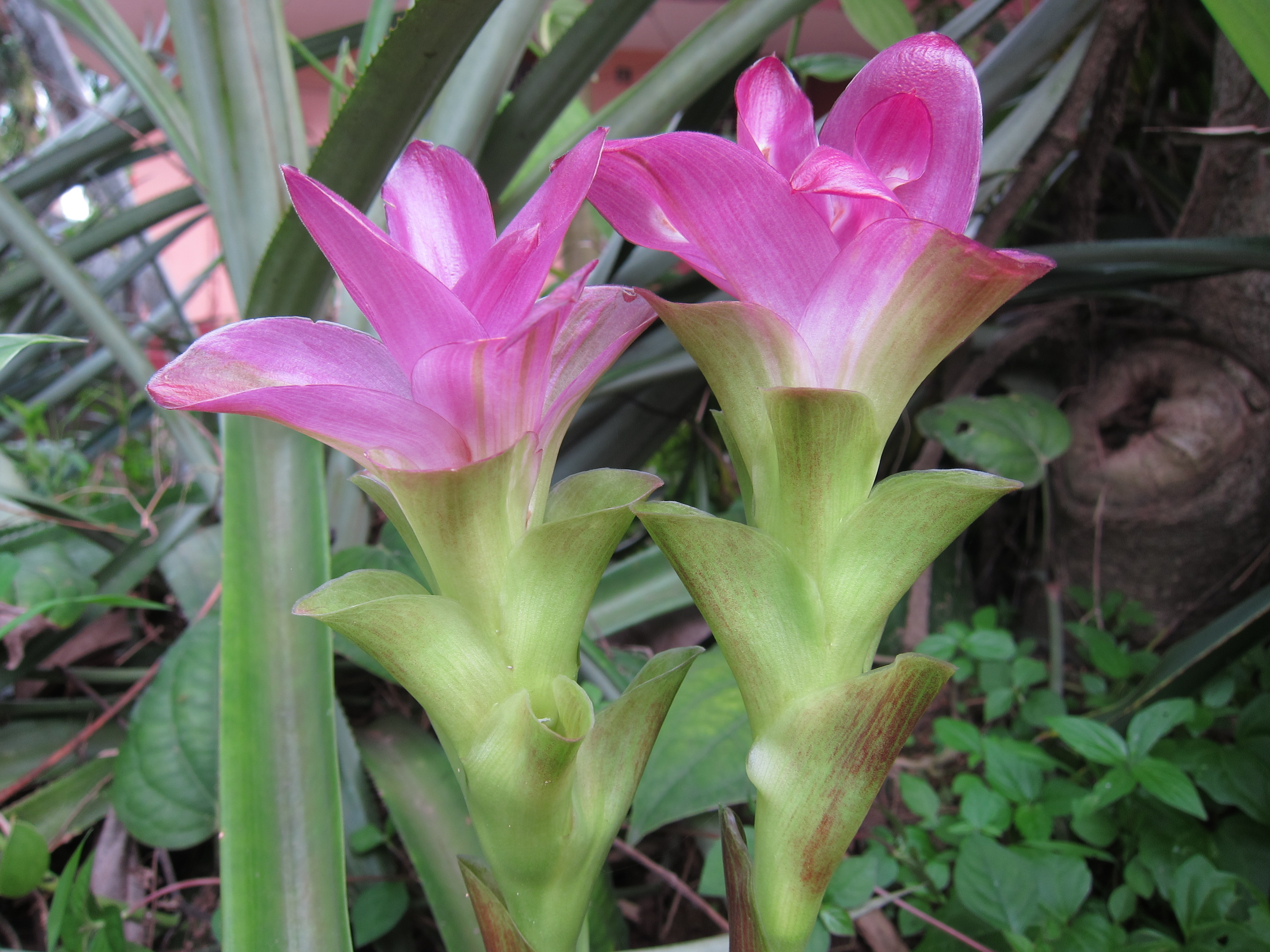
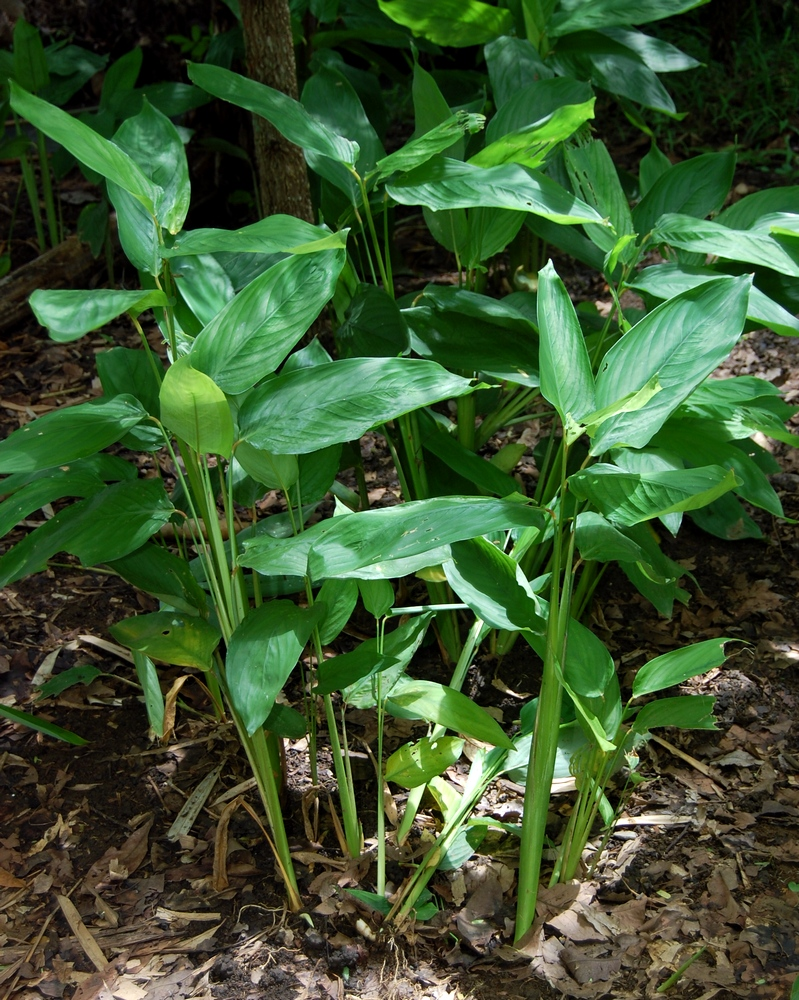
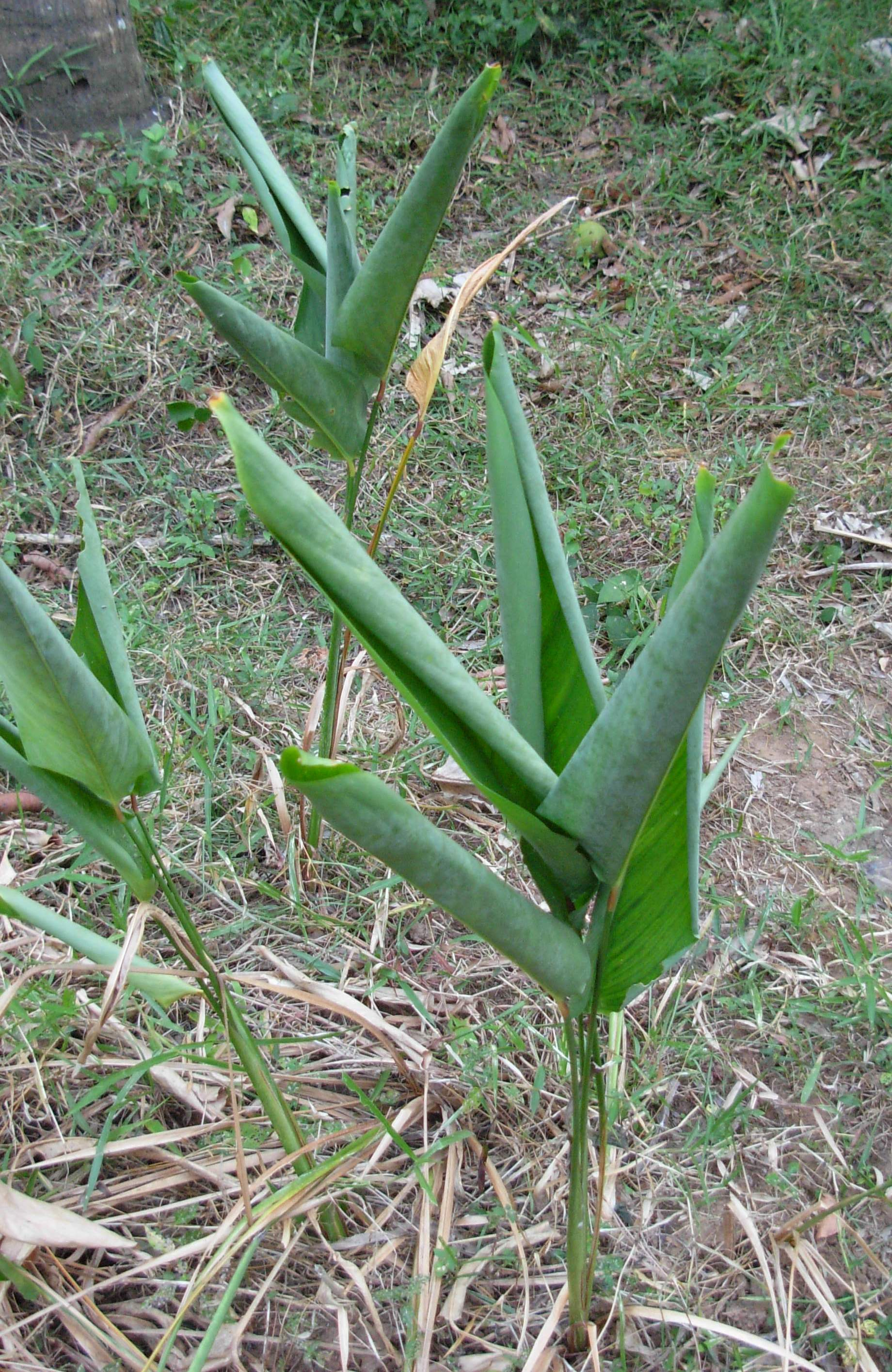